# Sfera (film)
Sfera (Sphere), noto anche come Sfera - Il terrore può essere ovunque, è un film del 1998 diretto da Barry Levinson, tratto dall'omonimo romanzo di Michael Crichton.
Il film è stato accolto negativamente dalla critica.

## Trama
Il dottor Norman Goodman è uno psicologo che viene chiamato solitamente dalle autorità quando avviene un incidente di grosse dimensioni, per offrire supporto psicologico ai sopravvissuti. Quando viene convocato in gran segreto in mezzo all'oceano dal misterioso ufficiale Barnes, scopre che il suo nome è stato estratto da un suo vecchio saggio, realizzato per il governo degli Stati Uniti, da utilizzare nell'evenienza di un contatto con una civiltà extraterrestre. Nel rapporto vengono citati tre scienziati: la biologa Beth Halperin, con la quale Norman ha avuto una breve relazione anni prima, il matematico Harry Adams e l'astrofisico Ted Fielding, tutti chiamati a partecipare alla spedizione.
Sul fondo degli abissi è stata localizzata un'astronave di provenienza ignota e il compito della squadra è quello di ispezionarla ed eventualmente prendere contatto con le forme di vita aliene. In realtà l'astronave appare deserta ma rivela una tecnologia avanzata e dal diario di bordo gli scienziati scoprono che è di origine americana ,proveniente da un imprecisato futuro e che si trova sul fondo dell'oceano da circa trecento anni. Nel vano di carico trovano una misteriosa "sfera" di una decina di metri di diametro.
Mentre sono bloccati nella stazione sottomarina a causa di una tempesta in superficie, uno dopo l'altro i membri della squadra cominciano a morire in strani incidenti, mentre cercano spiegazioni "parlando" per tramite di un computer di bordo con un'entità dal linguaggio semplice, apparentemente infantile, e che ritengono comunicare dall'interno della "sfera", chiamata Jerry. Jerry sembra divertirsi a scatenare contro gli scienziati e i militari varie creature marine senza uno scopo preciso.
Dopo parecchie ore Norman, Harry e Beth, ormai ultimi sopravvissuti, capiscono che gli eventi che stanno accadendo sono causati dalla "sfera Jerry", in grado di influenzare la psiche degli uomini: i membri dell'equipaggio si stanno facendo del male fra loro, poiché materializzano i loro pensieri e le loro paure, anche durante il sonno, portando a termine inconsapevolmente una serie di vendette a catena. Solo ora i tre superstiti diventano consapevoli (pur non avendone memoria) che sono tutti entrati dentro alla "sfera" in grado di fare sviluppare poteri particolari nelle menti degli esseri con cui entra in contatto: fare sembrare vere immagini e situazioni irreali, determinando uno sdoppiamento involontario delle coscienze umane. Dopo essere usciti dalla "sfera", infatti, tutti i membri dell'equipaggio hanno indirettamente usato i "poteri" innescati dalla "sfera" con lo scopo di uccidersi. La stessa cosa era accaduta a tutti gli occupanti dell'astronave, perché avevano fatto materializzare involontariamente le loro paure.
A un tratto un allarme segnala ai sopravvissuti l'imminente esplosione di una serie di cariche esplosive, piazzate da Beth intorno alla base come sistema di sicurezza, ma che lei stessa aveva innescato con il suo "potere" inconscio, mentre pensava alle cariche e al desiderio di farla finita (la biologa aveva tentato il suicidio a causa di una depressione anni prima).
Gli scienziati fuggono dalla base sottomarina, dirigendosi verso un mini-sommergibile di scorta: dopo essere sfuggiti a un'illusione collettiva di trovarsi improvvisamente all'interno dell'astronave prigionieri e senza via d'uscita, ancora una volta creata dalle loro stesse menti, Norman riesce ad avviare l'emersione rapida del veicolo, mentre l'astronave e la base sottomarina vengono spazzate via dall'esplosione.
Giunti in superficie i tre sopravvissuti vengono soccorsi ma restano in quarantena. Nei pochi minuti che precedono l'interrogatorio decidono che la "sfera", benché li abbia resi capaci di realizzare i propri sogni, dia un potere troppo difficile da controllare e che sarebbe troppo pericoloso lasciare finire un tale potere nelle mani dell'esercito, che lo userebbe per scopi di guerra.
Arrivano quindi alla conclusione che, nonostante la "sfera" possa essere stata un dono da parte di intelligenze extraterrestri, il genere umano non sia ancora pronto per servirsi di un simile potere. Usando i poteri mentali ottenuti grazie alla "sfera", decidono di dimenticarne l'esistenza e di imporsi che essa non sia mai esistita. Harry, il matematico, propone un simbolico conto fino a "tre" per innescare i loro poteri e, dal momento che l'artefatto materializza i pensieri e li rende reali, al "tre" il trio si interroga su cosa stiano facendo, immemori, mentre la "sfera" (che sembrava distrutta dall'esplosione) fuoriesce dall'oceano e sale verso il cielo, supera l'atmosfera terrestre, dileguandosi ad altissima velocità nelle profondità dello spazio.

## Produzione
Hoffman si è unito al cast a causa del coinvolgimento di Levinson. Hoffman e Levinson avevano collaborato a diversi progetti precedenti, e Hoffman credeva che Levinson potesse sollevare il progetto oltre la sua sceneggiatura. A causa delle preoccupazioni di bilancio, la produzione si è interrotta nell'ottobre 1996 e la sceneggiatura è stata rivista. Mentre Levinson ha atteso che la produzione riprendesse, ha diretto Sesso & potere, che ha come protagonista anche Hoffman. Le riprese del film sono ricominciate nel marzo 1997, con un budget stimato da Variety pari a 80 milioni di dollari. Le riprese si sono svolte in una base navale sull'isola di Mare Island a Vallejo, in California. La fotografia principale si è conclusa nel luglio 1997, dopo 68 giorni.

## Distribuzione
Inizialmente il film doveva uscire nel periodo natalizio, ma la data è stata posticipata per evitare la concorrenza. La Warner Bros. ha distribuito il film negli Stati Uniti il 13 febbraio 1998.

## Accoglienza

### Incassi
Nel primo weekend di proiezione incassato $ 37 milioni in totale. Il film ha incassato 50,1 milioni di dollari in tutto il mondo, contro un budget di produzione di 75–80 milioni di dollari.